# Arucas (Gerichtsbezirk)
Der Gerichtsbezirk Arucas ist einer der sieben Gerichtsbezirke in der Provinz Las Palmas.
Der Bezirk umfasst 6 Gemeinden auf einer Fläche von 266,59 km² mit dem Hauptquartier in Arucas.

## Gemeinden
| Gemeinde              | Einwohner (2024) | Fläche km² | Dichte Einw./km² | Cod INE | Postleitzahl                    |
| --------------------- | ---------------- | ---------- | ---------------- | ------- | ------------------------------- |
| Artenara              | 1.029            | 66,70      | 15               | 35005   | 35350                           |
| Arucas                | 38.936           | 33,01      | 1.180            | 35006   | 35401–35405, 35407, 35409–35419 |
| Firgas                | 7.688            | 15,77      | 488              | 35008   | 35430–35432                     |
| Tejeda                | 1.826            | 103,30     | 18               | 35025   | 35360, 35368                    |
| Teror                 | 12.878           | 25,70      | 501              | 35027   | 35330                           |
| Valleseco             | 3.741            | 22,11      | 169              | 35032   | 35000, 35340, 35349             |
| Gerichtsbezirk Arucas | 66.098           | 266,59     | 248              | –       | –                               |